# 포클랜드 제도의 기

포클랜드 제도의 기 비율 1:2

포클랜드 제도의 상선기

포클랜드 제도의 총독기

포클랜드 제도의 기는 1948년 9월 29일에 처음 제정되었다. 파란색 바탕에 왼쪽 상단에는 영국의 국기가 그려져 있으며, 오른쪽에는 포클랜드 제도의 문장이 그려져 있다. 현재의 기는 1999년 1월 25일에 수정된 것으로, 문장의 크기를 확대함과 동시에 문장 바깥쪽에 그려져 있던 하얀색 원을 제거한 형태의 디자인이다.
상선기는 빨간색 바탕에 왼쪽 상단에 영국의 국기가 그려져 있으며, 오른쪽에 포클랜드 제도의 문장이 그려진 형태의 기를 사용한다. 총독기는 영국의 국기 중앙에 포클랜드 제도의 문장이 그려진 형태의 기를 사용한다.

## 과거의 기

1876년-1925년 포클랜드 제도의 기
1925년-1948년 포클랜드 제도의 기
1948년-1999년 포클랜드 제도의 기
1999년 이전 포클랜드 제도의 상선기